# Katedralna bazilika Uznesenja Marijinog u Lavovu
Katedralna bazilika Uznesenja Blažene Djevice Marije (ukrajinski: Архикатедральна Базиліка Пресвятої Діви Марії; poljski: Bazylika Archikateldralna Najświętszej Maryi Panny), nazvana i Latinska katedrala (ukrajinski: Лати́нський собо́р, poljski: Katedra Łacińska) rimokatolička je katedrala iz 14. stoljeća u Lavovu, u zapadnoj Ukrajini. Nalazi se u starom dijelu gradu na Katedralnom trgu.
Prva crkva izgrađena na ovom mjestu bila je mala drvena rimokatolička crkva posvećena Presvetom Trojstvu, izgrađena 1344. godine i stradala u požaru šest godina kasnije. Godine 1360. poljski kralj Kazimir III. Veliki započeo je izgradnju današnje crkve, izgrađene u gotičkom stilu, kao katedrale novoosnovane Lavovske biskupije. Crkva je posvećena 1405. godine, a župa je ovdje preseljena iz crkve Gospe Snježne. Godine 1412. sjedište je preneseno iz Haliča. Građevinski radovi nastavili su se tijekom cijelog 15. stoljeća, a katedrala je konačno posvećena 1481. godine.
Katedrala je svjedočila mnogim značajnim događajima. Godine 1440. kijevski metropolit, kardinal Izidor, služio je svetu misu na nakanu jedinstva kršćana, kada se zaustavio u Lavovu na povratku s Firentinskog sabora. Posjetilo ju je nekoliko poljskih kraljeva, a najznačajniji je bio Ivan II. Kazimir, koji je povjerio Poljsko-Litavsku Uniju na brigu Blažene Djevice u onome što je postalo poznato kao Lavovska zakletva.
Između 1761. i 1776. godine katedrala je obnovljena u baroknom stilu i dodan joj je visoki zvonik. Radove su vodili arhitekt Piotr Polejowski i kipari Johann Georg Pinsel i Maciej Polejowski, pod vodstvom nadbiskupa Wacława Hieronima Sierakowskog. Godine 1776. čudotvorna ikona Gospe od Milosti iz 16. stoljeća, koju je naslikao Józef Szolc-Wolfowicz, a koja se čuvala u katedrali, okrunjena je i postavljena na glavni oltar. Između 1892. i 1898. prezbiterij je preuređen u neogotičkom stilu, a postavljeni su i vitraji koje su dizajnirali Józef Mehoffer i Jan Matejko. Godine 1910. papa Pio X. dodijelio je katedrali status manje bazilike.
Nakon sovjetske aneksije gotovo polovice predratnog teritorija Poljske, Latinska katedrala trenutno je jedna od samo dvije crkve u Lavovu koje nisu zatvorene niti podvrgnute Moskovskom patrijarhatu tijekom sovjetske vlasti, druga je rimokatolička crkva sv. Antuna u Lychakivu, dok su deportirani biskupi Lavovske biskupije živjeli u Lubaczówu, gradu u današnjoj jugoistočnoj Poljskoj, blizu granice s današnjom Ukrajinom. Godine 1991. papa Ivan Pavao II. ponovno je aktivirao Lavovsku biskupiju.
U međuvremenu, čudotvorna ikona Gospe od Milosti premještena je u Krakov nakon Drugog svjetskog rata, a zatim 1974. u prokatedralu u Lubaczówu. Godine 1983. ponovno je okrunjena u Jasnoj Gori i danas se nalazi u Lubaczówu. Lavovska katedrala posjeduje kopiju koju je okrunio papa Ivan Pavao II. tijekom svog apostolskog posjeta Ukrajini 26. lipnja 2001.

## Galerija
- Katedralna bazilika Uznesenja Marijinog
- Unutrašnjost
- Glavni oltar
- Izgled 1840. godine